# Йохан Гримонпрез
Йохан Гримонпрез (на английски: Johan Grimonprez) е белгийски визуален артист и филмов режисьор.

## Биография и творчество
Йохан Гримонпрез е роден в Руселаре, Белгия през 1962 година. Завършва училище за визуални изкуства и програма за независими проучвания на Whitney музей в Ню Йорк.
Гримонпрез постига международно признание с неговия видео-колаж, „Dial H-i-s-t-o-r-y“. Със своята премиера в Център Помпиду и „Документа X“ в Касел през 1997 г., той предусеща събитията от 11 септември. Филмът разказва историята на самолет hijackings от 1970 г. и как тези промени хода на новини за докладване. Филмът се състои от рециклирани образи, взети от новинарските емисии, холивудски филми, анимационни филми и реклами. Като дете на първото поколение TV, художникът реалност и фикция се преплитат по нов начин и представя историята като многогодишна перспектива измерение отворена за манипулация.
Текущия проект на Гримонпрез „Търсейки Алфред“, 2005, играе с темата на двойното чрез симулации и преобръщания. Отправна точка е режисьора Алфред Хичкок и неговите легендарни камео изяви в собствените му филми. Многобройните „doppelgangers“ на Хичкок играят една загадъчна игра на объркване, в която Хичкок отговаря на Хичкок. Тази puzzling игра на объркване също отдава дължимото уважение на космоса на рисунки от Рене Магрит. „Търсейки Алфред“ спечели Международни медийни награди (ZKM, Германия) през 2005 г., както и европейската медийна награда през 2006 година.
Продукции на Гримонпрез са пътували фестивали от Лос Анджелис, Рио де Жанейро, Токио и Берлин. Кураторски проекти гостуват на големи изложби и музеи по целия свят, като Whitney музей в Ню Йорк, Музей на модерното изкуство в Сан Франциско, Pinakothek der Moderne в Мюнхен и Tate Modern в Лондон. Работи на Гримонпрез са включени в много колекции, като например Центъра Жорж Помпиду, Париж, на Каназава Арт музей, Япония, на Националната галерия, Берлин и Луизиана музей на модерното изкуство, Дания. Номиниран за награда Хюго Бос през 2005 г., Гримонпрез e член на академичния състав в училище за визуални изкуства (Ню Йорк).
Йохан Гримонпрез живее и работи в Брюксел и Ню Йорк.

## Филми
- Dial H-i-s-t-o-r-y (1997)
- Търсейки Алфред (2005)
- Double Take (2009)